# Mount Usborne
Mount Usborne är en topp i bergskedjan Wickham Heights på huvudön Östra Falkland, Falklandsöarna i Sydatlanten. Toppen utgör, med sina 705 meter över havet, den högsta punkten på ögruppen. Den är bara några meter högre än Mount Adam, som är den högsta punkten på grannön Västra Falkland.
Berget är uppkallad efter Alexander Burn Usborne , assisterande kapten på HMS Beagle, skeppet som förde bland andra Charles Darwin på en expedition på södra halvklotet åren 1831 till 1836. Mount Usborne nämns i kapitel 9 i Darwins bok Zoology of the Voyage of the Beagle.